# مزادات السعر المغلق

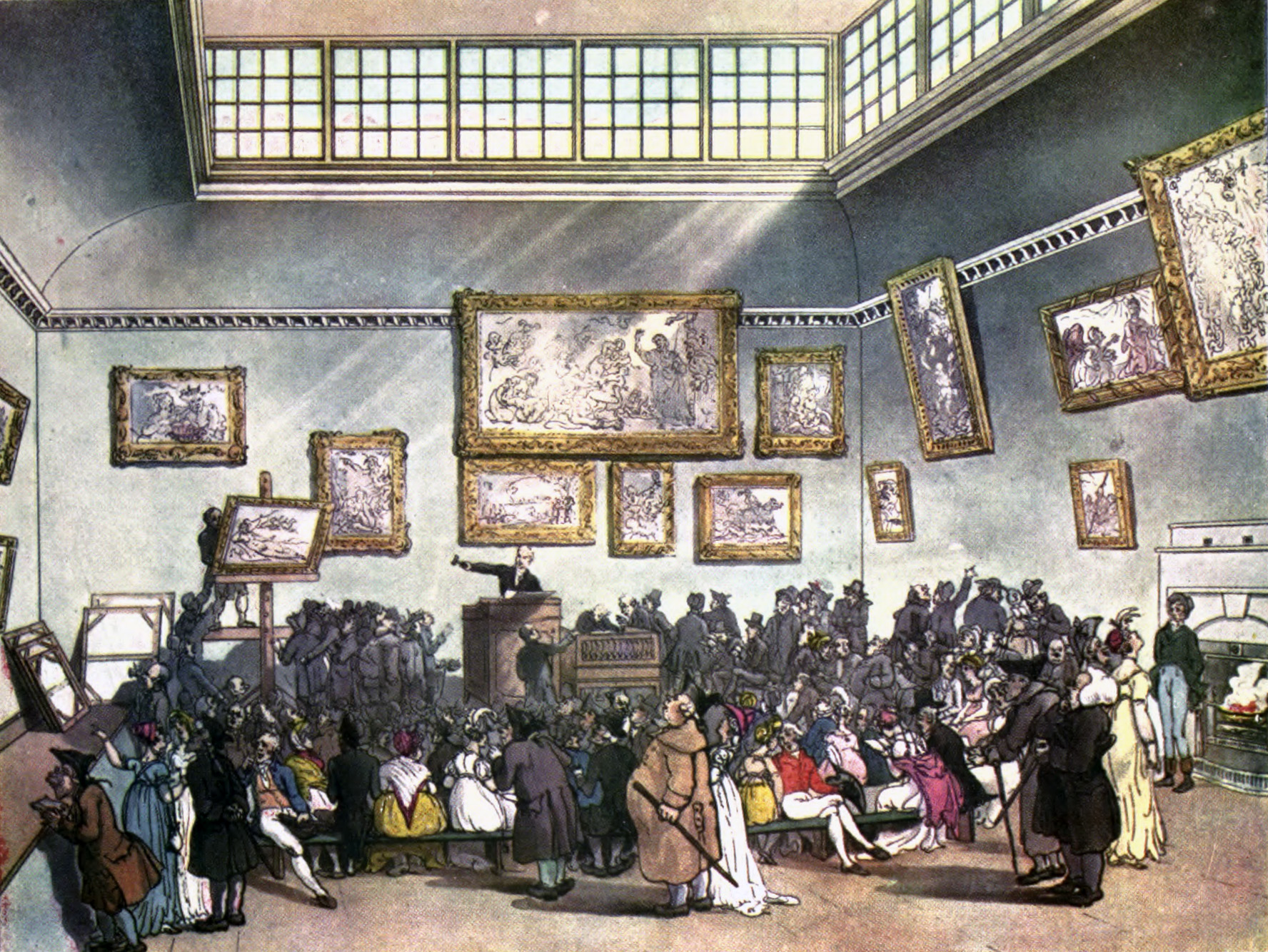
قاعة المزادات، دار كريستيز

المزاد الأول من السعر المغلق هو نوع من المزاد الشائع. كما يعرف بالمزاد الأعمى. في هذا النوع من المزاد، يقدم جميع مقدمي العطاءات مناقصات مغلقة، بحيث لا يعرف أي مقدم لمزايدة معينة عرض أي مشارك آخر.
بحيث يتم قبول أعلى عرض مقدم مهما كان الفرق بينه وبين العروض الأخر. وهذا الأسلوب كان ينظر إليه على أنه أسلوب ريادي و سابق لأوانه في مجال المزادات العلنية.

## مقارنة بالمزادات الأخرى
يختلف المزاد الأول من السعر المغلق عن المزاد الإنجليزي في أن مقدمي العطاءات يمكنهم تقديم عطاء واحد فقط لكل منهم. وعلاوة على ذلك، بما أن مقدمي العطاءات لا يمكنهم رؤية عطاءات المشاركين الآخرين، فلا يمكنهم تعديل عطاءاتهم وفقًا لذلك.
وقد قيل أن المزاد الأول من السعر المغلق يعادل المزاد الهولندي من الناحية الاستراتيجية.
يُطلق على ما يُسمى فعليًا بالمزاد المعمم للسعر الأول والمزاد العلني الأول للمشتريات من قبل الشركات والمؤسسات، لا سيما بالنسبة للعقود الحكومية ومزادات عقود إيجار التعدين. ويُعتقد أن المزاد الأول من السعر المغلق يؤدي إلى انخفاض تكاليف المشتريات من خلال المنافسة وانخفاض الفساد من خلال زيادة الشفافية، على الرغم من أنه قد يستلزم تكلفة إضافية أعلى بعد إتمام المشروع ووقتًا إضافيًا لإتمامه.
إن مزاد السعر الأول المعمم هو آلية مزاد غير صادقة للبحث المدعوم (ويعرف أيضًا باسم مزاد الموضع).
التعميم لكل من مزادات السعر الأول والسعر الثاني هو مزاد يكون فيه السعر مزيجًا محدبًا من السعر الأول والثاني.